# Exerodonta smaragdina
Exerodonta smaragdina är en groddjursart som först beskrevs av Taylor 1940.  Exerodonta smaragdina ingår i släktet Exerodonta och familjen lövgrodor. IUCN kategoriserar arten globalt som livskraftig. Inga underarter finns listade i Catalogue of Life.